# Leptotarsus (Longurio) gurneyi
Leptotarsus (Longurio) gurneyi is een tweevleugelige uit de familie langpootmuggen (Tipulidae). De soort komt voor in het Afrotropisch gebied.